# Uşak (provins)

Uşak är en provins i västra Turkiet. Provinshuvudstaden är Uşak. Provinsen har en area på 5,341 km² och har en befolkning på 322,313 inv. (2000).